# Corsendonk (bier)
Corsendonk is een Belgisch biermerk. De bieren worden gebrouwen door Brasserie du Bocq te Purnode in opdracht van bierfirma Brouwerij Corsendonk te Oud-Turnhout.

## Achtergrond
De naam “Corsendonk” verwijst naar de priorij van Corsendonk, een voormalig augustijner klooster te Oud-Turnhout. De priorij bestond van 1398 tot 1784. Reeds van in de 19e eeuw werd er door brouwerij Keersmaekers Patersbier gemaakt. In 1982 werd op vraag en met de steun van de Oud-Turnhoutse VVV gestart met de productie van Corsendonk-bier. Sindsdien kennen de bieren ook internationaal groot succes. Recent werden grote contracten met de Verenigde Staten en China afgesloten.

## De bieren
- Corsendonk Agnus is een blonde tripel met een alcoholpercentage van 7,5%.
- Corsendonk Blond is een blond bier van hoge gisting met een alcoholpercentage van 6,5%. Dit bier is enkel per vat verkrijgbaar.
- Corsendonk Bruin is een donker bier van hoge gisting met een alcoholpercentage van 6,5%. Dit bier is eveneens enkel per vat verkrijgbaar.
- Corsendonk Christmas Ale is een roodbruin kerstbier van hoge gisting met een alcoholpercentage van 8,5%.
- Corsendonk Dubbel Kriek is een fruitbier met een alcoholpercentage van 8,5%.
- Corsendonk Gold Tripel 10 is een tripel met een alcoholpercentage van 10%.
- Corsendonk Grand Hops is bier met een alcoholpercentage van 6.9%.
- Corsendonk Pater is een donker, roodbruin dubbel bier van hoge gisting met een alcoholpercentage van 6,5%.
- Corsendonk Rousse is een roze fruitbier met een alcoholpercentage van 8,0%.
- Corsendonk Strong Dark is een donker bier met een alcoholpercentage van 8,3%.

## Tijdelijk etiketbier
Ter gelegenheid van de 11.11.11-actie van 2011 kreeg Corsendonk een nieuw etiket en naam: het werd tijdelijk Corsendonk Triple 11.11.11 (ook Corsendonk Triple 11). Dit is dus een etiketbier, met Corsendonk Agnus als moederbier. Het bier werd gelanceerd op 10 oktober 2011. Een deel van de opbrengst van de verkoop werd afgestaan aan 11.11.11. Het etiket kreeg de kleuren van 11.11.11.

## Prijzen
- In 2004 werd Corsendonk Christmas Ale door het Amerikaanse Celebrator Beer News uitgeroepen tot beste kerstbier. De bierproevers proefden in totaal achttien verschillende kerstbieren uit de ganse wereld.